# クラインカール
クラインカール (ドイツ語: Kleinkahl) は、ドイツ連邦共和国バイエルン州ウンターフランケン行政管区のアシャッフェンブルク郡に属す町村（以下、本項では便宜上「町」と記述する）であり、シェルクリッペン行政共同体の一員である。

## 地理

### 位置
クラインカールは、シュペッサルト山地の西端、バイエルンのウンターマイン、オーベラー・カールグルント地方に位置し、カール川およびクライネ・カール川に面している。

### 自治体の構成
クラインカールは、5管区8地区からなる。以下のかっこ内の数値は2015年7月23日現在の人口を示す。
- エーデルバッハ (555)
  - カールミューレ
- グロースカール (384)
  - グラスヒュッテ
  - ヴェーゼミヒスホーフ
- グロースラウデンバッハ (283)
- クラインカール (378)
- クラインラウデンバッハ (210)

### 隣接する町村
クラインカールは、北はビーバーゲミュント（ヘッセン州マイン＝キンツィヒ郡）、東は市町村に属さないヴィーゼンの森、南東もやはり市町村に属さないシェルクリッペンの森、南西はシェルクリッペン、西はヴェステルングルント、北西は市町村に属さないフッケルハイムの森（以上、アシャッフェンブルク郡）と境を接している。

## 地名

クラインカールの地区図および土地利用図。ピンクが住宅地および産業用地、白が緑地および農耕地、緑が森林である。

### 語源
クラインカールという地名は、この集落を流れるカール川に由来する。「クライン」は、周辺のグロースカール、ゾンマーカール、フェルトカール（ヘスバッハ）、カール・アム・マインといった集落と区別するためにつけられた。

### 歴史的表記
歴史的資料や文献に登場するこの集落の古い表記には以下のものがある。
| - 1554年 Kahl - 1564年 Kalde - 1670年 Khal - 1681年 Kaal - 1819年 Kahl links vom Kahlfluße | - 1830年 Kaal im Grund - 1842年 Kahl im Grunde - 1850年 Oberkahl - 1867年 Kleinkahl |

## 歴史
現在の町域の一部はマインツ大司教領で1803年にダールベルク大書記長によって世俗化された。これ以外の部分はシェーンボルン伯のクロムバッハ管轄下にあり、1806年の陪臣化によってアシャッフェンブルク侯領に含まれた。この村は1814年にバイエルン王国領となった。バイエルンの行政改革に伴う1818年の市町村令により自治体クラインカールが成立した。
クラインカールは、1862年7月1日に創設されたベツィルクスアムト・アルツェナウに属した。この組織は、1939年1月1日にアルツェナウ・イン・ウンターフランケン郡に改組された。この郡の廃止に伴って、クラインカールは、1972年7月1日に新たに創設されたアシャッフェンブルク郡に編入された。

### 町村合併
1972年7月1日にクラインカール、グロースラウデンバッハ、クラインラウデンバッハが合併し、新たな自治体クラインカールが成立した。
1976年1月1日にそれまで独立した町村であったエーデルバッハがこの町に合併した。

## 住民

### 人口
- 1961年: 1469 人[6]
- 1970年: 1608 人[6]
- 1987年: 1582 人
- 2000年: 1842 人
- 2011年: 1859 人

## 行政

### 議会
2014年3月16日の選挙以後、クラインカールの町議会は12人の議員で構成される。議会ではこれに町長が加わる。

### 首長
町長はアンゲリーカ・クレプス (Wählergemeinschaft) である。

### 紋章
図柄: 銀と青の縦向きの波帯で左右二分割。向かって左は銀のグラス（シュペヒター）、向かって右は3本の塔を持つ赤い城。
紋章の歴史: 銀と青の縦向きの波帯は、この町を流れるカール川沿いに位置する地理的状況を示している。1970年の地域再編以降クラインカールは5つの地区で構成されている。カール川左岸のクラインカールとクラインラウデンバッハ、右岸のグロースカールとグロースラウデンバッハ、エーデルバッハはやや離れている。この川は中世には政治勢力の境界線となっていた。紋章の、向かって左側に描かれているグラスは「シュペヒター」と呼ばれ、中世以降のガラス製造を示している。銀と赤の配色は、1803年までこの町が属していたマインツ選帝侯領の色である。向かって右半分は、15世紀から17世紀までこの町の町域にあった貴族一門ウルナー・フォン・ディーブルク家の紋章を表している。これは、紋章に採用された一門だけでなく、リーネック伯家やシェーンベルク伯家をも暗示している。
この紋章は、1985年10月18日から使用されている。

## 経済と社会資本
この町の2013年の税収は約 1,124,000 ユーロであり、このうち約 166,000ユーロが営業税収入であった。

### 農林業
2010年現在、この町には 19軒の農家があり、農業に利用されている土地は 603 ha、このうち耕作地が 99 ha、牧草地などの緑地が 503 ha であった。

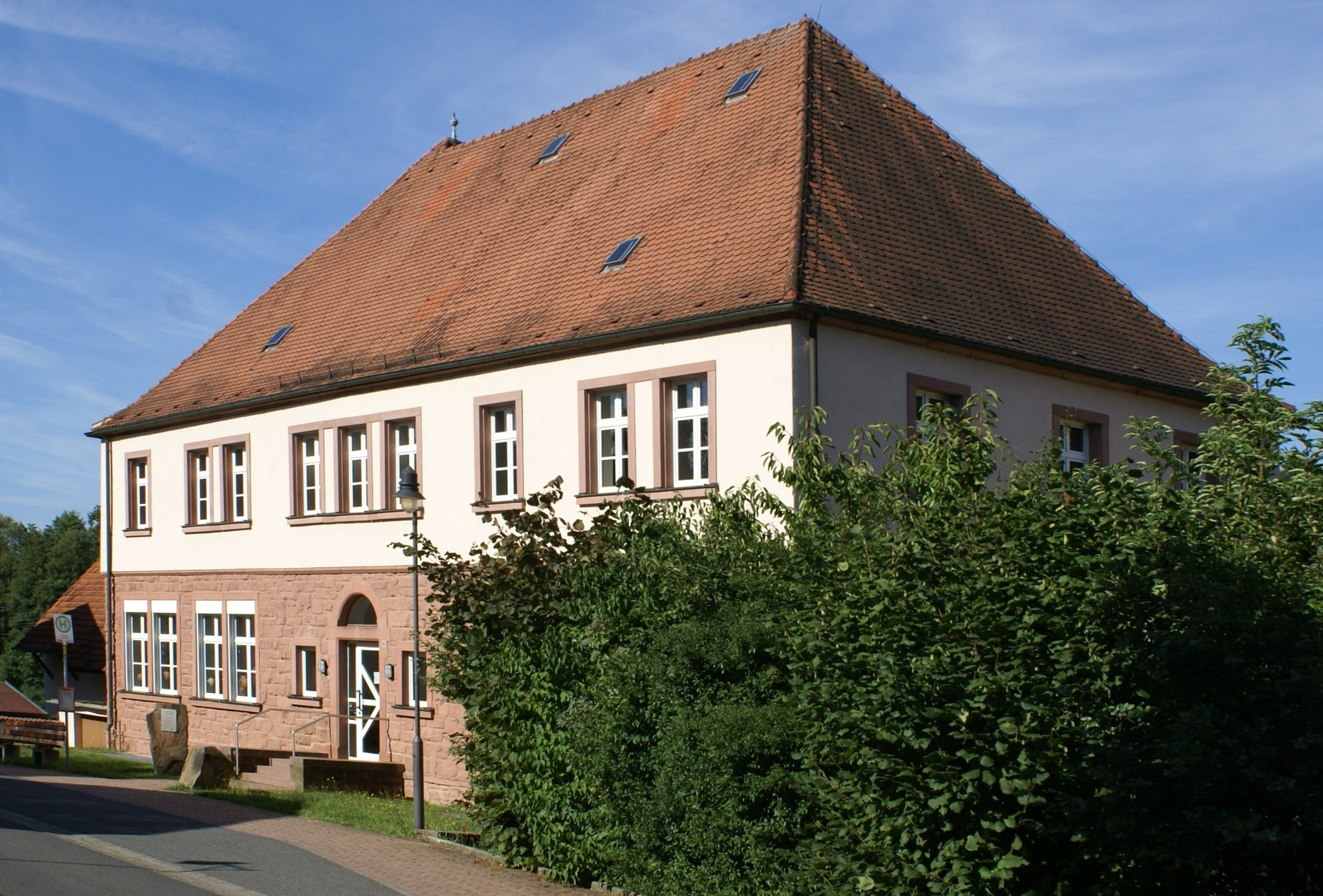
カール・シュタープ校舎

### 教育
以下の施設がある（2011年現在）
- エーデルバッハのシュパッツェンネスト幼稚園
- 町役場の1階に教会の教区図書室がある。
- カール・シュタープ校舎（1907年建設、1997-98年全面改修）を有する基礎課程学校

## 引用
1. ↑  https://www.statistikdaten.bayern.de/genesis/online?operation=result&code=12411-003r&leerzeilen=false&language=de Genesis-Online-Datenbank des Bayerischen Landesamtes für Statistik Tabelle 12411-003r Fortschreibung des Bevölkerungsstandes: Gemeinden, Stichtag (Einwohnerzahlen auf Grundlage des Zensus 2011)
2. ↑  Bayerische Landesbibliothek Online - Kleinkahl（2015年11月14日 閲覧）
3. ↑  VG Schöllkrippen - Gemeinde Kleinkahl = Zahlen & Fakten - Einwohner（2015年11月14日 閲覧）
4. 1 2  Wolf-Armin Frhr. v. Reitzenstein: Lexikon fränkischer Ortsnamen. Herkunft und Bedeutung. C.H.Beck, München 2009, ISBN 978-3-406-59131-0, S. 119.
5. ↑  Wilhelm Volkert (Hrsg.): Handbuch der bayerischen Ämter, Gemeinden und Gerichte 1799–1980. C.H.Beck’sche Verlagsbuchhandlung, München 1983, ISBN 3-406-09669-7, S. 418.
6. 1 2 3  Statistisches Bundesamt (Hrsg.): Historisches Gemeindeverzeichnis für die Bundesrepublik Deutschland. Namens-, Grenz- und Schlüsselnummernänderungen bei Gemeinden, Kreisen und Regierungsbezirken vom 27. 5. 1970 bis 31. 12. 1982. W. Kohlhammer GmbH, Stuttgart und Mainz 1983, ISBN 3-17-003263-1, S. 736.
7. ↑  バイエルン州統計局: 2014年3月16日のアシャッフェン郡に属す市町村の市町村議会議員選挙結果（2015年11月7日 閲覧）
8. ↑  Gemeinderat Kleinkahl 2014（2015年11月14日 閲覧）
9. ↑  Bürgermeisterwahl Kleinkahl 2014（2015年11月14日 閲覧）
10. ↑  Bayerns Gemeinden - Gemeinde Kleinkahl（2015年11月14日 閲覧）
11. 1 2  Statistik kommunal 2014 - Gemeinde Kleinkahl 09 671 135（2015年11月14日 閲覧）